# Kamárai (ort i Grekland, Västra Grekland)
Kamárai är en ort i Grekland.   Den ligger i prefekturen Nomós Achaḯas och regionen Västra Grekland, i den centrala delen av landet, 150 km väster om huvudstaden Aten. Kamárai ligger 53 meter över havet och antalet invånare är 1 200.
Terrängen runt Kamárai är kuperad åt sydväst, men åt nordost är den platt. Havet är nära Kamárai åt nordost. Runt Kamárai är det ganska tätbefolkat, med 160 invånare per kvadratkilometer. Närmaste större samhälle är Aígio, 9,1 km sydost om Kamárai. 